# 淺倉秋成
淺倉秋成（1989年11月8日—），日本推理小說作家，現居於關東。善於營造伏筆，有「伏筆的狙擊手」之稱，代表作為《六個說謊的大學生》。
2012年以《黑色亡魂》榮獲第13屆「講談社BOX新人獎Powers」，正式步入文壇。2013年推出與得獎作同時報名徵選的作品《Fragger的方程式》，以獨特的角色造型力和完美的伏筆鋪陳博得超高評價。2015年以「淺倉冬至」之名，為人氣漫畫《進擊的巨人》撰寫小說。2019年以《直到教室只剩下一個人》入選第20屆本格推理大獎（小說部門）、第73屆日本推理作家協會獎（長篇以及短篇集部門）。
2021年，他以畢業生求職活動為主題的懸疑小說《六個說謊的大學生》出版，多層次的反轉佈局與深刻的人性洞察，獲得全國書店店員及讀者的高度推崇，在日本狂銷十五萬冊，獲得隔年「本屋大賞」第5名的殊榮。2022年6月同名舞台劇於東京上演，後續將改編為電影與漫畫。

## 主要作品

### 小說
- 黑色亡魂（2012年12月 講談社BOX / 2021年9月 角川文庫 / 2024年4月 皇冠文化）
- Fragger的方程式（2013年3月 講談社BOX / 2021年4月 角川文庫）
- 請做好失戀準備（2016年7月 講談社，2020年12月 講談社タイガ）
- 直到教室只剩下一個人（2019年3月 KADOKAWA / 2021年1月 角川文庫 / 2023年10月 皇冠文化）
- 和迎来第九个十八岁的你（2019年6月 東京創元社 / 2020年11月 創元推理文庫 / 2025年 湖南文艺出版社）
- 六個說謊的大學生（2021年3月 KADOKAWA / 2023年6月 角川文庫 / 2022年5月 采實文化事業股份有限公司 / 2023年4月 酷威文化（出品）四川文艺出版社（出版））
- 奪命炎上/明明不是我！（2022年5月 双叶社 / 2024年4月 采實文化事業股份有限公司 / 2024年5月 磨铁文化文治图书（出品）广东旅游出版社（出版））
- 家庭破裂前的一千公里（暂译）（まず良識をみじん切りにします）（2024年10月 光文社 / 酷威文化（出品）[5]）

### 漫畫原作小說
- Double Act（《ジャンプSQ.RISE》2020 AUTUMN）漫畫作者：金丸榮一
- 笑波衝天（《ジャンプSQ》2021年11月号－）漫畫作者：小畑健
- 小說 電影《進擊的巨人》（以「淺倉冬至」之名義，2015年8月 講談社）
  - 原作：諫山創，腳本：渡邊雄介、町山智浩

### 改編漫畫
- Fragger的方程式（一迅社《月刊ComicREX》2013年11月号－2014年10月号 / REXコミックス 2014年1月－9月 全2卷）
  - 漫畫作者：